# 吉村裕基
吉村 裕基（よしむら ゆうき、1984年6月14日 - ）は、福岡県糟屋郡古賀町（現：古賀市）出身の元プロ野球選手（外野手、内野手）、野球指導者、野球解説者。右投右打。

## 経歴

### プロ入り前
1984年、福岡県糟屋郡古賀町（現：古賀市）で生まれる。中学時代は地元の野球チーム「福岡ライナーズ」に所属。東福岡高校では、1年夏の県大会では柳川高校の香月良太から本塁打を放つなど頭角を見せ、秋の公式戦では打率.505、7本塁打と1年時から強打者として存在感を見せる。2年春には4番・一塁手として第73回選抜大会に出場し、8強入りを果たした。3年時は投手も務めたが甲子園出場とはならなかった。高校通算43本塁打を記録。2002年のドラフト会議にて横浜ベイスターズから5巡目指名を受け、入団。このドラフトでは、高校の先輩にあたる日本大学の村田修一も入団している。背番号は「31」。

### 横浜・DeNA時代
2003年は、イースタン・リーグでは66試合232打数で12本塁打など5番打者として活躍。7月13日にはフレッシュオールスターゲームに選出され7番三塁手で先発出場したが4打席で無安打1四球だった。シーズン終盤、一軍で同ポジションを守る村田が手首を骨折したため入れ替わりで10月3日に一軍に初昇格。同日本拠地横浜スタジアムで行われた対中日ドラゴンズ戦に7番三塁手で先発出場し、迎えた2回の初打席で平松一宏のストレートを打ちプロ入り初安打となる二塁打を放つと直後の相川亮二の適時打により先制点となるプロ初得点も記録、その後は岡本真也の押し出し四球(プロ初打点)、岩瀬仁紀の死球で4打席3出塁のデビューだった。10月4日の対中日戦でも6番三塁手で先発出場し、7回に先頭鈴木尚典のライナーを相手遊撃手の森野将彦がエラーした無死一塁で迎えた第3打席、それまで2三振と抑えられていた野口茂樹のスライダーを左翼席へ運び、プロ入り初本塁打となる勝ち越し2点本塁打で試合を決めた。昇格後の全6試合は全て先発出場だった。
2004年は、開幕は二軍で迎え、71試合277打数17本(リーグ4位)、打率.292(8位)と安定していたため、7月9日に自身2度目のフレッシュオールスターゲーム(大阪ドーム開催)に3番三塁手で先発出場し、初回の1打席目は馬原孝浩から右手に死球を受けたが、2回の2打席目二死二塁の場面で筒井和也からライトに2点本塁打を放った。7月3日に一軍へ昇格し、同日の対中日戦で6回に木塚敦志に代わりプロ初の代打出場となったがファーストへのファウルフライだった。7月7日の対読売ジャイアンツ戦では、8回同点二死三塁の場面で土肥義弘の代打として出場するとブライアン・コーリーから勝ち越し決勝打となるライト前適時打を放ち、これが代打でのプロ入り初安打、また本塁打以外でのプロ入り初適時打となった。7月16日に離脱していた石井琢朗らの復帰により一軍選手登録を抹消。同日札幌ドームで行われたイースタン・リーグ対巨人戦で先発4番起用されたが、初回の打席で高橋尚成から肩甲骨に死球を受け試合途中で交代した。以降二軍で欠場が続き、8月14日のイースタン・リーグ対北海道日本ハムファイターズ戦で3番三塁手で先発出場して復帰した。9月24日に一軍昇格すると、9月30日の対阪神タイガース戦で代打として一軍復帰出場し、以降の代打起用は無安打、10月11日対中日戦で5番一塁手でスタメン復帰したが4打数無安打、10月15日の対ヤクルトスワローズ戦で代打で1安打1得点したものの復帰後は1安打のみ、年間でも2安打という成績で終わった。
2005年は、4月9日イースタン・リーグでの対日本ハム戦でスタメン出場し、5回に先発中村渉から死球、さらに7回3番手の武田久から左手に死球を受け病院で検査の結果、左手第4指中手骨骨折と診断された。6月1日イースタン・リーグ対インボイス戦で代打から復帰し三塁守備に付いた。リーグ10位の10本塁打を放ったが、打率.252と不振で昇格は叶わなかった。2004年の春季キャンプで外野ノックは受けていたが、この年の秋季キャンプから外野の守備練習を本格的に開始した。
2006年は、開幕一軍入りを果たすと、4月19日の対広島東洋カープ戦から2日連続の本塁打、7試合連続安打など好調を維持し、8番右翼手としてスタメンに定着。5月3日ナゴヤドームでの対中日戦で佐藤充からソロ本塁打、5月4日も同カードのルイス・マルティネスからソロ本塁打、5月5日横浜スタジアムでの対阪神戦では井川慶から3点本塁打と3日連続の本塁打を放った。同日5打席目に久保田智之からヒットを打ち初の猛打賞も記録した。5月7日から5月24日まで13試合連続安打と好調を維持。5月18日の対千葉ロッテマリーンズ戦では久保康友 - 里崎智也バッテリーからプロ初盗塁を記録。6月2日横浜スタジアムでの対日本ハム戦では橋本義隆から2点本塁打、清水章夫から3点本塁打で5打点と初の1試合2本塁打を記録。しかし6月3日対日本ハム戦の7回第4打席に武田久－鶴岡慎也バッテリーから右手に死球を受ける。6月4日横浜市内の病院での検査の結果、右手第2指末節骨骨折と診断され、同日出場選手登録も抹消された。ここまで41試合出場135打数で打率.341、9本塁打、27打点の好成績で新人王争いもしていた中の離脱となり、昨春の二軍戦での左手骨折時のバッテリーとも同じだったこともあり、6月5日の同カードの試合前に日本ハムの高田繁ゼネラルマネージャーとトレイ・ヒルマン監督が謝罪した。6月30日の東京ヤクルト戦で代打として一軍復帰すると、7月2日の同カードで8回牛田成樹の代打でディッキー・ゴンザレスからバックスクリーン直撃の10号ソロを放ち、これがプロ入り初の代打本塁打となった。7月4日の対阪神戦で6番一塁手としてスタメン復帰すると8月上旬まで一塁での起用が続いた。7月26日にひたちなか市民球場で行われた対東京ヤクルト戦では6回に藤井秀悟からプロ入り初の満塁本塁打を放った。8月4日からは4番村田修一に続く5番打者を任され、守備では8月12日からは左翼手、8月29日以降は中堅手として起用された。規定打席未満ながら打率.311、26本塁打と活躍したが新人王は惜しくも梵英心に譲り、得票数は2位だった。
2007年は、新監督大矢明彦の意向により、外野手から一塁手にコンバートされ、一塁手で137試合に先発出場、他ポジションにはつかなかった。前年ほどの打率は残せず主に6番で起用された。4月10日に石川雅規、8月7日にセス・グライシンガー(2打席連続)から1試合2本塁打を記録。7月4日、7月7日、7月8日には3試合連続本塁打を放った。6月9日の対千葉ロッテ戦ではこの日まで6勝0敗だった成瀬善久から0対0の同点で迎えた4回裏二死二塁に右中間スタンドへ先制決勝2点本塁打を放ち、同年唯一の黒星を付けた。9月1日の対巨人戦、先発の秦裕二が2回表に6失点と0対6で始まった試合、自身以外の味方打者が奮起して同点にもつれこんだ9回、打席に向かう前のベンチ裏で監督の大矢から打ち気にはやる余り、体が突っ込み気味だったことを指摘されると、一死無走者で迎えた第4打席で豊田清のフォークボールを低い弾道で左翼席に突き刺し、プロ入り初のサヨナラ打を生涯初のサヨナラ本塁打で決め、6点差からの逆転でチームを勝率5割に復帰させた。開幕から一度も抹消されることなく自身初の規定打席に到達し、ともにチーム2位の24本塁打、85打点を記録した。
2008年は、強肩を生かすため昨秋から再び外野守備に取り組み、同年は佐伯貴弘とポジションを入れ替える形で右翼手のみで出場した。6番右翼手で開幕から先発出場、最初の5試合まで打率.176と不調だったが、4月5日から3試合連続本塁打と徐々に調子を上げ、4月16日の対東京ヤクルト戦では1試合5安打を記録(6打数)。4月26日の対広島戦では初回に一死一塁からアレックス・オチョアのライトフライで飛び出した東出輝裕を刺して補殺、7回には無死満塁でスコット・シーボルが吉村のいる右翼へ長打性の打球を放つと、二塁走者の栗原健太がアウトになると判断して二塁に戻ったが慌てて進塁、一塁走者の前田智徳は二塁から進めなくなり、打者走者のシーボルは吉村の返球で一・二塁間で挟殺(補殺2つ目)、栗原が本塁を狙おうと三塁を大きく回った所でそれを制止しようとした三塁ベースコーチの高信二と接触、これが肉体的援助となり栗原はアウトが宣告され二死二塁から試合再開となった。続く8回二死二塁の場面でアレックス・オチョアが一・二塁間を抜けるライト前ヒットを放ったが、吉村のホームへの返球により二塁走者の緒方孝市が本塁アウトとなり、日本タイ記録の1試合3補殺を記録した。村田が北京五輪出場のため離脱した際は、8月3日の対阪神戦からプロ初の4番打者に座り、打率.238だったものの、12試合で出塁率.385、2本塁打11打点と穴を埋めた。9月11日から9月14日まで自己最長の4試合連続本塁打を記録した。最終的には自己最高の34本塁打（リーグ5位）、91打点（同6位）を記録し、低迷するチームの中でも首位打者・内川聖一、本塁打王・村田、そして吉村と右打者3人が並ぶ強力なクリーンナップは、他チームの脅威となった。外野手部門でリーグ最多タイとなる11補殺を記録した。
2009年は、村田の右足肉離れの影響で4月5日から13試合の間4番を打ち、46打数13安打で打率.286だったものの1本塁打4打点4併殺とあまり活躍はできず、4番を外れてからも5月17日の交流戦直前までわずか2本塁打に止まった。5月30日セ・パ交流戦の対オリックス・バファローズ戦の9回一死満塁の場面で香月良太のストレートをライトスタンドへ運び、満塁本塁打を放ち第3号とし、6月6日の対セ・パ交流戦、埼玉西武ライオンズ戦で1試合2本塁打、6月13日から1番打者になると、6月17日からの3試合で4本塁打など交流戦でやや立て直したが、リーグ戦に再び戻ると打率、本塁打共に数字は伸び悩んだ。全144試合出場を果たし、自己最多の13盗塁を記録したが、レギュラー獲得後最低成績となる打率.248、16本塁打、54打点に終わり、2年連続リーグ2位となる134三振も記録した。6月17日には横浜スタジアムで行われた対オリックス戦で1番右翼手で出場し、2点ビハインドの6回無死三塁の場面で金子千尋が初球に投じた変化球をセンターへ運び同点2点本塁打とすると、これにより2009年4月7日の井口資仁に続く日本プロ野球史上8人目となる「全打順での本塁打」を達成した。
2010年は、開幕から29試合で打率.228、1本8打点と不振が続き、下園辰哉の台頭もあり、5月11日に二軍へ降格。6月25日に一軍へ昇格したが20試合53打数で打率.170、2本3打点と長い不振から抜け出せず、8月8日に出場選手登録を抹消、二軍でシーズンを終えた。打率も大幅に下げ、4年続いた2桁本塁打も途絶えた。
2011年は、2月10日、チーム内に吉村以外に「吉村」姓を名乗る選手・スタッフは在籍していなかったが、この年よりユニフォームの背ネームが、イニシャルを付した"Y.YOSHIMURA"に変更された。4月12日の中日ドラゴンズとの開幕戦で二塁打2本を含む4打数4安打を皮切りに、4月は16試合55打数17安打で打率.309と好調が続くと、5月8日にHARD OFF ECOスタジアム新潟で行われた対阪神戦では2対2の同点で迎えた9回一死無走者の場面で久保田智之の速球を右中間スタンドに運ぶサヨナラ本塁打を放ち、生還の際にでんぐり返しをした。しかし、5月14日からスタメンで6試合連続無安打と再び調子を崩し、6月29日に二軍降格。7月17日に一軍へ昇格したものの、7月18日以降11試合連続無安打を記録するなど、状態が上向くことなくシーズンを終えた。5月以降は165打数27安打で打率.164、3本塁打6打点だった。得点圏打率に至っては.108と極端に低い数字に終わった。
2012年は、開幕は二軍で迎えたが4月30日に一軍へ昇格。5月5日の対中日戦では岩田慎司から2打席連続本塁打を記録した。その後も6番右翼手で先発出場していたが、5月10日対巨人戦での4打席連続空振り三振を期に調子を下げ、5月19日にスタメンを外れ、6月30日の代打出場を最後に7月5日、二軍へ降格。そのままシーズンを終えた。

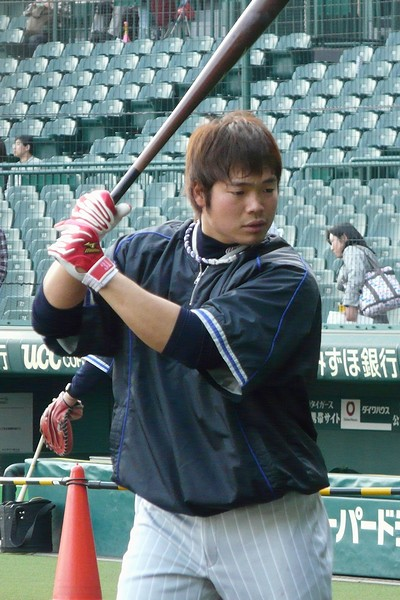
打撃練習を行う吉村（2009年、阪神甲子園球場）

11月5日、多村仁志・神内靖・吉川輝昭とのトレードにより、山本省吾・江尻慎太郎と共に福岡ソフトバンクホークスへの移籍が発表された。背番号は「6」。

### ソフトバンク時代
2013年は、開幕を二軍で迎えるも、4月27日一軍へ昇格。QVCマリンフィールドで行われた同日の対ロッテ戦に7番一塁手で出場した第1打席で、横浜DeNA時代に17打数7安打、打率.412と得意にしていた成瀬善久から移籍後初となるソロ本塁打を放った。5月3日の対西武戦では同点で迎えた8回に大石達也からレフトスタンドへ勝ち越しのソロ本塁打を放ち、これが移籍後本拠地福岡 ヤフオク!ドーム初の本塁打となり、流れを再びチームに引き寄せた。なお、9回に抑えとして登場した岩嵜翔が同点に追いつかれたため決勝打とはならなかった。5月5日から6試合連続安打するなど打率.283、4本塁打と好調が続いていたが、交流戦に入ると37打数5安打、打率.135と結果を残せず、リーグ戦に戻っても無安打が続き、7月12日に二軍へ降格。そのままシーズンを終えた。10月6日の東京ヤクルトとのファーム日本選手権で5番右翼手として先発出場し、初回二死一・二塁の場面で中澤雅人からレフトへ先制適時打を放つと、一・三塁からのダブルスチールにより明石健志が生還し、2点目に貢献した。残りの3打席は凡退したが、同大会の優秀選手賞の1人に選ばれた。秋季キャンプでは出場機会を増やすため、プロ1年目以来の三塁手の本格的な守備練習を行った。
2014年は、開幕は二軍で迎え、ほぼ三塁手としてウエスタン・リーグに出場。5月28日に昇格すると同日古巣の横浜DeNAベイスターズ戦に7番一塁手で先発出場し、3回一死満塁で尚成からセンターへ犠牲フライを放ち、これが移籍後初の古巣からの打点となった。8回には国吉佑樹から詰まりながらもレフトにヒットを放ち、これが移籍後初の古巣からの安打となった。5月29日の同カード第2戦(横浜スタジアム)では8回2点ビハインド二死一塁の場面で8番鶴岡慎也の代打として出場。フルカウントからホルヘ・ソーサが真ん中に投げたスライダーをレフトスタンドへ運び、これがシーズン1号同点2点本塁打、移籍後初の代打本塁打、移籍後初の古巣からの本塁打となった。これにより2013年6月5日の相川亮二に次いで史上28人目の全球団から本塁打を達成。この記録と「全打順での本塁打」を達成した選手は吉村が日本プロ野球史上初となった。

シーズン序盤は主に代打で出場し、交流戦の6月19日から一塁手で出場し始め、7月3日に松田宣浩が右手指の骨折で離脱すると同日の対ロッテ戦から15試合連続三塁手で先発出場し、松田が戻るまで49打数18安打、打率.367と穴を埋めた。7月5日に福岡ヤフオク!ドームで行われた対東北楽天ゴールデンイーグルス戦では4打数4安打を記録した。7月9日の対オリックス戦で2回に二塁打で出塁し、二死二塁から東明大貴の暴投で三塁へ進む途中に右ふくらはぎを負傷し、同日福岡市内の病院で検査の結果肉離れと診断され、7月10日に出場選手登録を抹消された。8月14日に一軍に復帰すると、8月末に内川が首を痛め、9月3日に長谷川勇也が足の靱帯を部分断裂した間は4試合右翼手で出場した。内川が復帰した9月9日以降はシーズン終了までほぼスタメン一塁手として出場した。9月3日に首位で迎えたオリックスとの首位攻防戦では、6回同点二死満塁から細川亨の代打として出場し、金子千尋の高めの直球をセンターへ弾き返す勝ち越し2点適時二塁打を放った。さらに4点リードで迎えた8回無死一塁に海田智行から駄目押しとなる2点本塁打をレフトに放った。9月4日の同カードでは6番右翼手で起用されると、0対0同点の4回二死一・二塁から西勇輝のカットボールをライトへ運び、連日の決勝打となる先制の適時打を放ち、2位のオリックスを突き放した。9月16日のオリックスとの首位攻防戦では7番一塁手として先発出場し、2回同点二死二塁から西の直球をセンター前先制適時打とし、決勝打となった。同カードの9月18日も先発出場し、2点ビハインドの3回に先頭打者で松葉貴大の直球をセンターバックスクリーンに運ぶソロ本塁打を放った。10月2日、両チームの優勝がかかったオリックスとのシーズン最終戦でも7番一塁手として先発出場し、2回一死一塁にブランドン・ディクソンからライトへ二塁打を放ち、直後の細川の先制犠牲フライを呼んだ。ペナントレースの代打成績はパシフィック・リーグ最多の9安打、同じく最多の10打点、21度の起用18打数で代打率.500、出塁率.524と抜群の成績を残した。
日本ハムと対戦したクライマックスシリーズファイナルステージでは、全6試合でスタメン出場し、10月15日第1戦では3回に先頭で浦野博司からライトにヒットを放ち、柳田悠岐の先制二塁打で生還すると9回1点ビハインド一死二・三塁の場面では増井浩俊の落ち切れなかったフォークボールを仕留め、前進していたセンター陽岱鋼の頭上を越える逆転サヨナラ二塁打を放った。自身のポストシーズン初、移籍後初の福岡 ヤフオク!ドームでのサヨナラ打となった。10月18日第4戦では2回同点一死三塁の場面で木佐貫洋のフォークボールをレフト前へ勝ち越しとなる適時打を放つと、これが決勝打となった。10月19日第5戦では2回無死満塁の場面で大谷翔平の直球をレフトへ打ち2点先制となる二塁打を放ったが、8回に五十嵐亮太が同点に追いつかれたため決勝打とはならなかった。10月20日の第6戦では4回1点リード二死一・三塁で鍵谷陽平からライトに適時打を放つなど、チーム最多となる6打点の活躍で日本シリーズ進出に貢献し、クライマックスシリーズMVPを獲得した。
日本シリーズは5戦全てに出場。第1戦、第2戦は代打で結果が出なかったが、10月28日の第3戦で7番指名打者として先発出場すると、2回に藤浪晋太郎から四球を選び先頭で出塁し、今宮健太の犠打で進塁、続く細川への7球目が暴投となり、ファウルゾーンを転がる間に二塁から一気に生還した。日本シリーズでの暴投による二塁走者からの一気生還は1999年の日本シリーズの川上憲伸から得点した浜名千広以来15年ぶりとなった。6回にも藤浪から先頭打者安打で出塁すると、二死満塁となった場面で安藤優也が内川を三塁前への打球で詰まらせたが、西岡剛の判断ミスによるフィルダースチョイスが発生し、三塁から生還した。12打数2安打で打率.167だったが以上の2得点が勝利へつながりチームの勝利に貢献した。10月30日、第5戦では同点の3回にランディ・メッセンジャーからショートへの内野安打でヘッドスライディングした際に左手を負傷したことにより、日米野球2014において、11月10日に開催される野球日本代表との強化試合に北海道日本ハム・福岡ソフトバンク連合側で選出されていたが、辞退した。突き指と発表していたが、オフの12月10日のV旅行中に左指を骨折していたことを明かした。
2015年は、シーズン開幕を一軍で迎え、4月1日の対オリックス戦で代打で初出場。4月26日の対西武戦で初本塁打を記録する。16試合の出場で打率.182と低迷していたが、5月3日の対オリックス戦で9回表二死二・三塁の状況から、決勝打となる2点適時三塁打を放ち、この日2安打2打点の活躍で打率も.231に戻す。翌4日の対ロッテ戦で2号ソロ本塁打を記録するなど復調の兆しをみせたが、再び下降線を辿り、一時打率を.167まで下げる。その状況下でも6月19日の日本ハムとの首位攻防戦では、同点の9回裏無死一・三塁で代打起用され、右中間に適時打を放ち、サヨナラ勝利を飾る。8月11日に福岡ヤフオク!ドームで行われた対オリックス戦において、9回裏に右翼フェンス直撃の三塁打を放つが、その際福岡銀行の広告看板を直撃。この広告にダイレクトで打球を当てた場合、「ふくぎん賞」として100万円が福岡銀行から贈呈されることとなっており、過去には柴原洋など4人が受賞しており、史上5人目の受賞。ホームランテラス設置後は初となった。8月30日の首位攻防戦、対日本ハム戦では、2点ビハインドの7回一死二・三塁のチャンスで代打起用され、レフト前に2点適時打を放つなど、73試合に出場し打率.213と不振だったが、代打起用での活躍をみせるなど、チームのリーグ二連覇に貢献した。シーズン中の5月14日に国内FAの権利を取得したが、シーズンオフの11月9日、権利を行使しない旨を表明した。12月16日、契約更改交渉に臨み、500万円アップの年俸5000万円プラス出来高（金額は推定）の2年契約でサインした。
2016年は、前年同様開幕を一軍で迎え、3月26日の対楽天戦で代打で初出場するが、4月15日まで9試合ノーヒットが続く。4月17日の楽天戦において、4-7で迎えた9回裏・二死一・二塁の場面で代打で登場し、松井裕樹から右翼席に起死回生の同点3ランを放つ。次の打席は、12回裏無死一塁で迎え、戸村健次が投げた高めのボールを左翼席に飛ばし、2打席連続となるサヨナラ2ランを放ち、チームの勝利に大きく貢献した。この活躍により、5月11日、最も印象深いサヨナラ打を放った選手を表彰する3・4月度の「スカパー! ドラマティック・サヨナラ賞」を受賞する。しかしその後も打撃は不振で、6月14日のセ・パ交流戦、対ヤクルト戦では、自身の誕生日に4号ソロ本塁打を放つが、6月は打率1割台を記録する。7月は7月13日の対ロッテ戦での2点適時二塁打、7月29日の対日本ハム戦では、有原航平の29イニング連続無失点を破るレフト前適時打を放つなど、復調をみせた。8月14日の対ロッテ戦では、ソフトバンクに移籍して初めて4番でスタメン出場を果たすが4打数無安打で、また2点リードの9回裏二死一・二塁の場面で福浦和也の平凡な一塁へのゴロをファンブルし、チームの逆転負けとなる原因を作る。8月19日の首位攻防戦、対日本ハム戦では、約2か月ぶりとなる5号2点本塁打を放つ。シーズンオフの12月1日には、「スカパー! ドラマティック・サヨナラ賞」の年間大賞を鈴木誠也ともに受賞するなど、今シーズンは印象的な活躍もあり、78試合の出場で5本塁打と前年を上回ったが、打率は.209と低迷した。12月7日、契約交渉に臨み、2年契約の最終年となる翌シーズンは現状維持の年俸5000万円（金額は推定）で更改した。
2017年、激しい外野手のポジション争いの中、オープン戦で本塁打を放ちアピールするが、3年ぶりに開幕一軍入りを逃す。4月18日に一軍昇格し、同日の対ロッテ戦で代打で初出場。4月22日の対楽天戦でシーズン初安打を記録するが、3試合の出場のみで一軍登録抹消となる。その後はアルフレド・デスパイネの加入や若手の上林誠知の台頭もあり一軍昇格の機会に恵まれず、ようやくチームのリーグ優勝が決まった後の9月26日に約5か月ぶりに一軍昇格を果たす。同日に行われた対ロッテ戦でスタメン出場し、5回裏にシーズン初本塁打となる2点本塁打を放ち、また10月6日の対オリックス戦では、延長12回裏、無死走者なしの場面で、代打で2号ソロ本塁打を放ち、サヨナラ勝ちを決めた。激しい外野手のポジション争いにより、僅か8試合の出場にとどまった。日本シリーズでは、10月28日の第1戦、10月31日の第3戦に代打で起用されたがいずれもノーヒットだった。シーズンオフの12月6日、契約更改交渉に臨み、1000万円減の年俸4000万円（金額は推定）でサインした。
2018年は一軍での出場がないまま、10月4日に戦力外通告を受けた。

### ソフトバンク退団後
現役続行をかけ、12球団合同トライアウトを受験する傍ら、海外での契約を模索する選手達を集めたチーム「アジアン・ブリーズ」に中島彰吾や横山貴明らと参加。
2018年までの同僚であったリック・バンデンハークが自身のツイッターでホーフトクラッセのデ・フラスコニング・ツインズと吉村が契約し、渡蘭したことを公表した。

#### 独立球団・独立リーグ時代
2019年オフに新規設立のプロ野球独立球団の琉球ブルーオーシャンズに入団。
2020年3月2日からは動画配信者マネジメントプロダクション「ビーバー」の初代メンバーの一人として、ライブコミュニケーションアプリ「Pococha」で配信活動を行うことが発表された。オフに自由契約となり、退団。
2021年1月6日、同年より新規にリーグ戦が開始される九州アジアリーグの火の国サラマンダーズに選手兼任コーチとして入団。
1シーズン所属し、シーズン終了後の9月28日に退任（および翌年の選手契約を結ばない）ことが発表された。選手としてはチーム2位の3本塁打を打つなど奮闘した。なお、退団前に行われた取材に対しては翌年も独立リーグで現役を続行する意欲を示している。

### 現役引退後
2022年2月2日に学生野球資格を回復。4月から母校東福岡でコーチとなり、月に数回指導している。また、ホークスジュニアアカデミーのコーチも務めている。一方、琉球ブルーオーシャンズに対して報酬の一部が支払われていないとして、那覇地方裁判所に提訴し、2022年4月30日に裁判所は吉村の訴えを認めて約300万円の支払を球団に命じる判決を下した。
2023年からはTBSチャンネル、2024年からはスポーツライブ+の野球解説者を務めている。
2023年末より琉球時代のチームメイトでNC Global合同会社代表のノアム・カリサールとともに沖縄県内で開催の少年野球教室を企画しており、山口俊ら親交のある元プロ野球選手を招聘している。

## 選手としての特徴
足を高く上げた豪快なスイングと、「歌舞伎投げ」と称されるフォロースルーが特徴の長距離打者。
高校時代に投手として最速147km/hを記録するなど肩が強く、外野手になってからはリーグトップの補殺数も記録した。

## 人物
2004年2月23日、沖縄・宜野湾市立野球場で行われた韓国・三星との練習試合で2打席連続バックスクリーン弾を放った際に、「ヘラクレスって強そうじゃないですか。『ハマのヘラクレス』って呼んでほしいです」と自ら愛称を提案したが、2004年3月にモンチッチの生誕30周年により東京・原宿の有名玩具店でも女子高生の人気No.1の地位を獲得するキャラクターだったことにあやかり、人懐こい顔に茶色のつんつんヘアという風貌から「ハマのモンチッチ」として横浜球団フロントが売り出し、同年9月18日には限定500個の「ハマのモンチッチ人形」が発売、他には「YB吉村選手モンチッチ キーチェーン」などが発売された。
2007年9月1日、前田智徳が2000本安打を達成した同日に自身初のサヨナラ本塁打を放った際に前田と誕生日が同じであることから小学校時代に前田グッズの下敷きとシャープペンシルを愛用していたことを明かした。
横浜時代の先輩である村田修一は、ある野球ゲーム内では自分のキャラクターの守備能力があまりにも低かったため、そのゲームをプレーしていた吉村から（村田のキャラを）「動けデブ！」と罵倒され、ショックを受けたことがあると述べている。
秋山幸二の大ファンであり、横浜在籍中の2007年、大矢監督の意向でシーズンは一塁手となっていたが秋山への憧れから再び外野挑戦を表明した。2012年11月13日のソフトバンクへの入団会見でも「僕が子供の時にホークスで背番号1をつけてやっていた」と変わらずだった。秋山監督は会見翌日から秋季キャンプに合流させ、異例とも言えるマンツーマン指導を行い、自身も「右肘の使い方や内角球へのヘッドの出し方、右足の軸回転などたくさん教えていただきました。」と語り、2014年のクライマックスシリーズでMVPとなり恩返しすると、「福岡出身の僕にとって、秋山監督はスーパースターです。監督はいつも適切なアドバイスをしてくれます。もう現役をやめられて10年以上経つのに、まだ自分がまるで打席に立っているかのような感覚で言葉を掛けていただける。本当にスゴイと思います。」と語った。
2014年9月3日、4日のオリックスとの首位攻防戦で連日の決勝打を放った連日のお立ち台では、2006年8月25日に起きた福岡海の中道大橋飲酒運転事故によって福岡県では飲酒運転撲滅条例が制定されており、自身も故郷福岡の運転が荒いと感じたことから、「皆さん、試合後は何を飲むんですか？僕はまずプロテインを飲みます。皆さんはこれから勝利の美酒を飲むと思います。くれぐれも飲んだら乗るなでお願いします」と飲酒運転撲滅を訴えた。また、この影響で福岡県警と日本自動車連盟（JAF）からテレビCMの出演を依頼された。
2016年11月22日、2015年のシーズンオフに結婚していたことを明かしたと報じられた。

## 詳細情報

### 年度別打撃成績
| 年 度      | 球 団        | 試 合 | 打 席 | 打 数 | 得 点 | 安 打 | 二 塁 打 | 三 塁 打 | 本 塁 打 | 塁 打 | 打 点 | 盗 塁 | 盗 塁 死 | 犠 打 | 犠 飛 | 四 球 | 敬 遠 | 死 球 | 三 振 | 併 殺 打 | 打 率 | 出 塁 率 | 長 打 率 | O P S |
| ---------- | ------------ | ----- | ----- | ----- | ----- | ----- | -------- | -------- | -------- | ----- | ----- | ----- | -------- | ----- | ----- | ----- | ----- | ----- | ----- | -------- | ----- | -------- | -------- | ----- |
| 2003       | 横浜 DeNA    | 6     | 22    | 18    | 2     | 4     | 1        | 0        | 1        | 8     | 3     | 0     | 0        | 0     | 0     | 2     | 0     | 2     | 4     | 1        | .222  | .364     | .444     | .808  |
| 2004       | 横浜 DeNA    | 10    | 13    | 13    | 1     | 2     | 0        | 0        | 0        | 2     | 1     | 0     | 0        | 0     | 0     | 0     | 0     | 0     | 5     | 0        | .154  | .154     | .154     | .308  |
| 2006       | 横浜 DeNA    | 111   | 416   | 396   | 57    | 123   | 24       | 1        | 26       | 227   | 66    | 5     | 3        | 2     | 2     | 10    | 1     | 6     | 116   | 5        | .311  | .336     | .573     | .909  |
| 2007       | 横浜 DeNA    | 141   | 566   | 519   | 69    | 142   | 21       | 4        | 24       | 243   | 85    | 5     | 3        | 3     | 5     | 30    | 1     | 8     | 95    | 16       | .274  | .320     | .468     | .788  |
| 2008       | 横浜 DeNA    | 142   | 574   | 530   | 69    | 138   | 30       | 4        | 34       | 278   | 91    | 9     | 5        | 2     | 1     | 30    | 1     | 11    | 135   | 9        | .260  | .313     | .525     | .837  |
| 2009       | 横浜 DeNA    | 144   | 588   | 528   | 62    | 131   | 26       | 2        | 16       | 209   | 54    | 13    | 7        | 0     | 4     | 45    | 1     | 11    | 134   | 17       | .248  | .318     | .396     | .714  |
| 2010       | 横浜 DeNA    | 49    | 141   | 132   | 12    | 27    | 4        | 0        | 3        | 40    | 11    | 0     | 2        | 1     | 3     | 5     | 0     | 0     | 41    | 5        | .205  | .229     | .303     | .532  |
| 2011       | 横浜 DeNA    | 81    | 245   | 220   | 25    | 44    | 8        | 1        | 5        | 69    | 11    | 0     | 1        | 2     | 1     | 15    | 0     | 7     | 59    | 3        | .200  | .272     | .314     | .586  |
| 2012       | 横浜 DeNA    | 25    | 72    | 67    | 4     | 14    | 3        | 0        | 2        | 23    | 7     | 0     | 1        | 0     | 0     | 5     | 0     | 0     | 22    | 0        | .209  | .264     | .343     | .607  |
| 2013       | ソフトバンク | 36    | 104   | 93    | 13    | 18    | 0        | 0        | 5        | 33    | 16    | 1     | 0        | 1     | 0     | 7     | 0     | 3     | 23    | 2        | .194  | .272     | .355     | .627  |
| 2014       | ソフトバンク | 64    | 192   | 162   | 15    | 48    | 11       | 0        | 5        | 74    | 29    | 1     | 2        | 2     | 3     | 24    | 1     | 1     | 28    | 5        | .296  | .384     | .457     | .841  |
| 2015       | ソフトバンク | 73    | 151   | 129   | 12    | 28    | 5        | 2        | 3        | 46    | 15    | 0     | 0        | 0     | 1     | 16    | 2     | 5     | 36    | 1        | .217  | .325     | .357     | .681  |
| 2016       | ソフトバンク | 78    | 206   | 177   | 16    | 37    | 4        | 1        | 5        | 58    | 28    | 1     | 1        | 4     | 4     | 14    | 1     | 7     | 46    | 5        | .209  | .287     | .328     | .615  |
| 2017       | ソフトバンク | 8     | 19    | 17    | 2     | 3     | 0        | 0        | 2        | 9     | 2     | 0     | 0        | 0     | 0     | 1     | 0     | 1     | 7     | 1        | .176  | .263     | .529     | .793  |
| 通算：14年 | 通算：14年   | 968   | 3309  | 3001  | 359   | 759   | 137      | 15       | 131      | 1319  | 419   | 35    | 25       | 17    | 24    | 204   | 8     | 62    | 751   | 70       | .253  | .311     | .440     | .751  |

- 各年度の太字はリーグ最高
- 横浜（横浜ベイスターズ）は、2012年にDeNA（横浜DeNAベイスターズ）に球団名を変更

### 年度別守備成績
| 年 度 | 球 団        | 一塁  | 一塁  | 一塁  | 一塁  | 一塁  | 一塁     | 三塁  | 三塁  | 三塁  | 三塁  | 三塁  | 三塁     | 外野  | 外野  | 外野  | 外野  | 外野  | 外野     |
| 年 度 | 球 団        | 試 合 | 刺 殺 | 補 殺 | 失 策 | 併 殺 | 守 備 率 | 試 合 | 刺 殺 | 補 殺 | 失 策 | 併 殺 | 守 備 率 | 試 合 | 刺 殺 | 補 殺 | 失 策 | 併 殺 | 守 備 率 |
| ----- | ------------ | ----- | ----- | ----- | ----- | ----- | -------- | ----- | ----- | ----- | ----- | ----- | -------- | ----- | ----- | ----- | ----- | ----- | -------- |
| 2003  | 横浜 DeNA    | -     | -     | -     | -     | -     | -        | 6     | 5     | 7     | 1     | 1     | .923     | -     | -     | -     | -     | -     | -        |
| 2004  | 横浜 DeNA    | 1     | 7     | 0     | 0     | 1     | 1.000    | -     | -     | -     | -     | -     | -        | -     | -     | -     | -     | -     | -        |
| 2006  | 横浜 DeNA    | 22    | 174   | 11    | 0     | 9     | 1.000    | -     | -     | -     | -     | -     | -        | 85    | 153   | 3     | 4     | 0     | .975     |
| 2007  | 横浜 DeNA    | 138   | 1270  | 94    | 10    | 103   | .993     | -     | -     | -     | -     | -     | -        | -     | -     | -     | -     | -     | -        |
| 2008  | 横浜 DeNA    | -     | -     | -     | -     | -     | -        | -     | -     | -     | -     | -     | -        | 140   | 251   | 11    | 2     | 4     | .992     |
| 2009  | 横浜 DeNA    | -     | -     | -     | -     | -     | -        | -     | -     | -     | -     | -     | -        | 144   | 260   | 6     | 4     | 0     | .985     |
| 2010  | 横浜 DeNA    | -     | -     | -     | -     | -     | -        | -     | -     | -     | -     | -     | -        | 42    | 71    | 2     | 1     | 0     | .986     |
| 2011  | 横浜 DeNA    | 1     | 1     | 0     | 0     | 0     | 1.000    | -     | -     | -     | -     | -     | -        | 60    | 102   | 5     | 3     | 0     | .973     |
| 2012  | 横浜 DeNA    | 4     | 19    | 1     | 0     | 1     | 1.000    | -     | -     | -     | -     | -     | -        | 13    | 26    | 1     | 1     | 0     | .964     |
| 2013  | ソフトバンク | 9     | 59    | 4     | 1     | 9     | .984     | -     | -     | -     | -     | -     | -        | 16    | 19    | 2     | 1     | 0     | .955     |
| 2014  | ソフトバンク | 31    | 202   | 15    | 2     | 16    | .991     | 15    | 7     | 22    | 0     | 3     | 1.000    | 5     | 9     | 0     | 0     | 0     | 1.000    |
| 2015  | ソフトバンク | 22    | 140   | 10    | 1     | 10    | .993     | -     | -     | -     | -     | -     | -        | 10    | 13    | 1     | 0     | 0     | 1.000    |
| 2016  | ソフトバンク | 6     | 25    | 3     | 1     | 3     | .966     | -     | -     | -     | -     | -     | -        | 47    | 53    | 2     | 0     | 1     | 1.000    |
| 2017  | ソフトバンク | 1     | 11    | 0     | 0     | 0     | 1.000    | -     | -     | -     | -     | -     | -        | 5     | 7     | 0     | 0     | 0     | 1.000    |
| 通算  | 通算         | 235   | 1908  | 138   | 15    | 152   | .993     | 21    | 12    | 29    | 1     | 4     | .976     | 567   | 964   | 33    | 16    | 5     | .984     |

- 各年度の太字はリーグ最高

### 表彰
- JA全農Go・Go賞：1回（最多二・三塁打賞：2006年8月）
- スカパー! ドラマティック・サヨナラ賞年間大賞：1回（2016年）
- 月間サヨナラ賞：1回（2016年3・4月）
- クライマックスシリーズMVP：1回（2014年）

### 記録
初記録
- 初出場・初先発出場：2003年10月3日、対中日ドラゴンズ24回戦（横浜スタジアム）、7番・三塁手で先発出場
- 初打席・初安打：同上、2回裏に平松一宏から左越二塁打
- 初打点：同上、3回裏に平松一宏から押し出し四球
- 初本塁打：2003年10月4日、対中日ドラゴンズ25回戦（横浜スタジアム）、7回裏に野口茂樹から左越2ラン
- 初盗塁：2006年5月18日、対千葉ロッテマリーンズ3回戦（横浜スタジアム）、3回裏に二盗（投手：久保康友、捕手：里崎智也）

節目の記録
- 100本塁打：2009年10月3日、対中日ドラゴンズ24回戦（横浜スタジアム）、6回裏に吉見一起から左中間越2ラン ※史上257人目

その他の記録
- 4試合連続本塁打：2008年9月11日 - 14日（11日：対広島東洋カープ戦、12-14日：対中日ドラゴンズ戦）
- 全打順本塁打：2009年6月17日、対オリックス・バファローズ4回戦（横浜スタジアム）、1番・右翼手で先発出場、6回裏に金子千尋から左越2ラン ※史上8人目、24歳での達成は最年少、セ・リーグ史上初[93][94]
- 全球団から本塁打：2014年5月29日、対横浜DeNAベイスターズ2回戦（横浜スタジアム）、鶴岡慎也の代打で出場、8回表にホルヘ・ソーサから左越2ラン ※史上28人目[93]
- 全打順本塁打と全球団から本塁打を両方達成 ※史上初[93]

### 独立リーグでの年度別打撃成績
| 年 度     | 球 団     | 試 合 | 打 席 | 打 数 | 得 点 | 安 打 | 二 塁 打 | 三 塁 打 | 本 塁 打 | 塁 打 | 打 点 | 盗 塁 | 盗 塁 死 | 犠 打 | 犠 飛 | 四 球 | 敬 遠 | 死 球 | 三 振 | 併 殺 打 | 打 率 | 出 塁 率 | 長 打 率 | O P S |
| --------- | --------- | ----- | ----- | ----- | ----- | ----- | -------- | -------- | -------- | ----- | ----- | ----- | -------- | ----- | ----- | ----- | ----- | ----- | ----- | -------- | ----- | -------- | -------- | ----- |
| 2021      | 熊本      | 28    | 89    | 80    | 9     | 25    | 2        | 2        | 3        | 40    | 15    | 1     | 2        | 0     | 1     | 8     | -     | 0     | 8     | 4        | .312  | .371     | .500     | .871  |
| 通算：1年 | 通算：1年 | 28    | 89    | 80    | 9     | 25    | 2        | 2        | 3        | 40    | 15    | 1     | 2        | 0     | 1     | 8     | -     | 0     | 8     | 4        | .312  | .371     | .500     | .871  |

### 背番号
- 31（2003年 - 2012年）
- 6（2013年 - 2018年）
- 7（2019年）
- 1（2020年）
- 8（2021年）

### 登場曲
- 「Yeah 3x」Chris Brown
- 「ボラーレ 〜 Nel Blu, Dipinto Di Blu」「ライフ イズ ビューティフル」「guruguru」ケツメイシ（2013年）
- 「NHKテレビ小説あまちゃんのオープニング曲」大友良英（2013年）
- 「オリジナル楽曲」大蔵（ケツメイシ）（2014年 - ）
- 「Bang Bang」will.i.am[95]（2017年 - ）